# ماهک
ماهک (به انگلیسی: Moonlet) اصطلاحی برای نامیدن قمرهای بسیار کوچک است.
در متون اخترشناسی در دو مورد از آن استفاده می‌شود:
- قمرهای بسیار کوچک موجود در حلقه اطراف سیارهها
- گاهی نیز به قمر سیارکها نسبت داده می‌شود

کاربرد دیگر:
- ماهک (میعاد) منطقه‌ای هلالی‌شکل در قاعده ناخن است.